# Karl-Heinz Lappe
Karl-Heinz Lappe (* 14. September 1987 in München) ist ein deutscher Fußballspieler. Der Stürmer verbrachte den Großteil seiner Laufbahn bei Zweitmannschaften von Profivereinen in der viertklassigen Regionalliga und kam beim FC Ingolstadt 04 auch zu Zweitligaeinsätzen. Inzwischen spielt er im Amateurbereich.

## Karriere
Lappe begann als Sechsjähriger in der Fußballabteilung des Münchner Stadtteilvereins SV Nord Lerchenau mit dem Fußballspielen und wechselte nach drei Jahren in die Jugendabteilung des FC Bayern München. Nach fünf Jahren führte ihn sein Weg 2001 weiter zur SpVgg Unterhaching, dort blieb er jedoch nur zwei Monate und war anschließend – aufgrund einer Sperre – bis Sommer 2002 vereinslos. Anschließend spielte er bei der FT Starnberg 09 und rückte dort zur Spielzeit 2006/07 in die erste Mannschaft auf, bevor er 2008 vom siebtklassigen Bezirksoberligisten FC Unterföhring verpflichtet wurde.
Nach einem halben Jahr verpflichtete ihn der FC Ingolstadt 04, für dessen zweite Mannschaft er vier Spielzeiten (zwei in der fünftklassigen Bayernliga, zwei in der viertklassigen Regionalliga Süd bzw. ab 2012 in der Regionalliga Bayern) absolvierte. Noch als Spieler der zweiten Mannschaft kam er immer wieder zu Einsätzen für die erste Mannschaft in der 2. Bundesliga. Am 8. Mai 2013 unterschrieb er einen Profivertrag beim FC Ingolstadt 04 mit einer Laufzeit bis 2015. In jenen zwei Jahren kam er jedoch meist nur zu Kurzeinsätzen, insgesamt waren es 34 Einsätze bei 68 Spielen, nur sechsmal stand er in der Startelf. In jenen 34 Spielen gelangen ihm vier Tore.
Zur Saison 2015/16 verpflichtete ihn der FC Bayern München für seine zweite Mannschaft in der viertklassigen Regionalliga Bayern. Hier hatte er einen Stammplatz, doch trotz seiner 28 Tore in 59 Spielen scheiterten die Bayern-Amateure zweimal am anvisierten Aufstieg in die 3. Liga.
Sein Weg führte ihn im Sommer 2017 in die Regionalliga Südwest zur zweiten Mannschaft des 1. FSV Mainz 05, die soeben aus der 3. Liga abgestiegen war. Auch dort blieb er zwei Jahre. In seiner ersten Saison wurde er mit 22 Treffern Torschützenkönig der Liga, belegte mit der Mannschaft jedoch nur einen Platz im Mittelfeld. Im zweiten Jahr erzielte er 12 Tore und schaffte mit der Mannschaft knapp den Klassenerhalt.
Nachdem sein Vertrag in Mainz ausgelaufen war, unterschrieb Lappe im Juni 2019 bei Türkgücü München, dem Aufsteiger in die Regionalliga Bayern, und kehrte damit in seine Geburtsstadt zurück. In der Hinrunde der Saison 2019/20 kam er nur neunmal zum Einsatz (ein Tor). Am 27. Januar 2020 wurde Lappes Vertrag vorzeitig aufgelöst. Daraufhin schloss sich Lappe dem Ligakonkurrenten TSV Buchbach an. In Buchbach bestritt Lappe in der durch die Covid-19-Pandemie verkürzte Spielzeit nur 5 Liga-Spiele, dazu 4 Spiele im extra für diese Saison eingeführten Liga-Pokal.
Zur Saison 2021/22 zog es Lappe zurück in die Bezirksliga zu seinem Jugendverein, dem SV Nord Lerchenau.

## Erfolge
- Zweitligameister 2015
- Aufstieg in die Bundesliga 2015 (mit dem FC Ingolstadt 04)
- Aufstieg in die Regionalliga Süd 2011 (mit dem FC Ingolstadt 04 II)